# Gare de Koursk (Moscou)
Cet article concerne la gare de la ville de Moscou. Pour la gare de la ville de Koursk, voir Gare de Koursk.
La gare de Koursk (Курский вокзал) est l'une des neuf gares ferroviaires d'importance de Moscou. Baptisée d'après la ville de Koursk, elle ouvre en 1896. Elle se trouve à l'est du centre-ville.

## Histoire
Une gare reliait dans les années 1860 Moscou à Koursk et Nijni Novgorod. Elle s'appelait la gare de Nijni Novgorod et se trouvait à une centaine de mètres de la gare actuelle. 

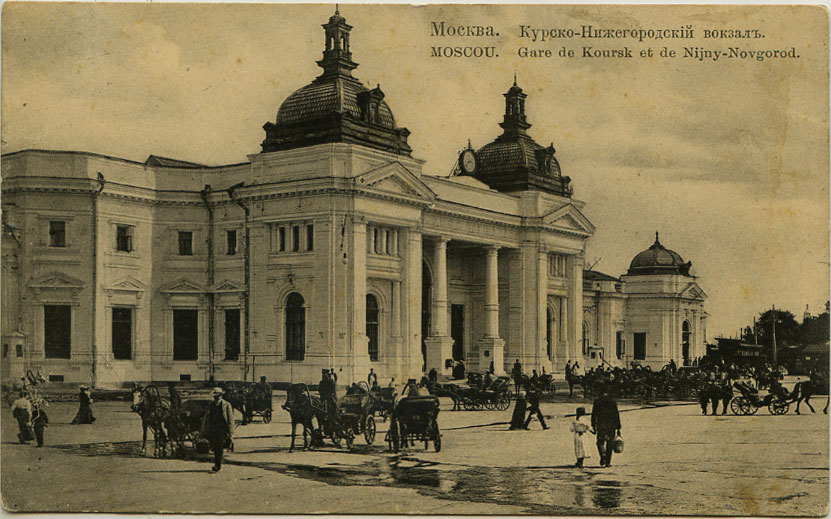
La gare de Koursk et Nijni Novgorod sur une carte postale, environ 1917.

La ligne, alors privée, est rachetée en 1894, et la gare actuelle construite entre 1894 et 1896. Elle est reconstruite dans les années 1930, puis en 1972, où la façade prend sa configuration d'aujourd'hui, avec un hall d'entrée de 15m de haut.

## Desserte
La gare dessert les villes du sud, Vladimir, Toula, Koursk, l'est de l'Ukraine, la Crimée, Nijni Novgorod, où une ligne la relie au Transsibérien (dont la gare moscovite est la gare de Yaroslavl), Perm, Volgograd et la région de la Volga, et, au-delà, le Caucase.